# Ron Stackhouse
Vous lisez un « bon article » labellisé en 2012.
Pour les articles homonymes, voir Stackhouse.
Ronald Lorne Stackhouse (né le 26 août 1949 à Haliburton en Ontario, Canada) est un joueur de hockey sur glace professionnel qui évolue dans la Ligue nationale de hockey (LNH) pour les Golden Seals de la Californie, les Red Wings de Détroit puis les Penguins de Pittsburgh.
Stackhouse est repêché depuis les Petes de Peterborough de l'Association de hockey de l'Ontario (AHO) en tant que 18e joueur au total lors du repêchage amateur de 1969 par les Seals d'Oakland. Il joue quelques saisons avec les Seals et les Red Wings avant de se retrouver à Pittsburgh au début de 1974.
Il égale un record de la ligue en obtenant six passes en un seul match, connaît des saisons de soixante et soixante-et-onze points et prend part au Match des étoiles de 1980. Il reste avec les Penguins jusqu'en 1982, année où il prend sa retraite pour retourner vivre à Haliburton.

## Biographie

### Ses débuts
Ronald Lorne Stackhouse naît le 26 août 1949 à Haliburton, une ville proche de Toronto en Ontario, Canada. Il grandit en regardant jouer les Maple Leafs de Toronto dans la Ligue nationale de hockey et son joueur préféré est alors Frank Mahovlich. En 1966-1967, il fait ses débuts au hockey sur glace en tant que défenseur en jouant pour l'équipe de sa ville, les Hawks, dans une des divisions de l'Association de hockey de l'Ontario.
La saison suivante, il rejoint la division principale de l'AHO en jouant pour les Petes de Peterborough ; à la fin de sa première saison, les Petes terminent huitièmes sur dix de la saison régulière mais jouent tout de même les séries éliminatoires. Lors de la saison suivante, les Petes se classent troisième meilleure équipe de la saison mais sont éliminés au deuxième tour des séries.
Au cours de cette deuxième saison dans l'AHO, Stackhouse est nommé dans la deuxième équipe d'étoiles. L'équipe de Peterborough est alors entraînée par Roger Neilson qui a pour l'habitude de remplacer son gardien de but lors des tirs de pénalités par un défenseur, et ce rôle échoue régulièrement à Stackhouse qui peut facilement empêcher l'attaquant adverse de marquer un but.
À la suite de cette saison, il participe au repêchage amateur de 1969 de la LNH et est sélectionné en tant que dix-huitième joueur, le deuxième choix des Seals d'Oakland ; ces derniers choisissent un autre joueur des Petes en tant que septième choix du repêchage : Tony Featherstone.

### Les Seals puis les Red Wings
Stackhouse fait ses débuts en tant que professionnel au cours de la saison 1969-1970 en jouant dans la Ligue américaine de hockey (LAH) pour les Reds de Providence, équipe affiliée à la franchise de la LNH. Avec seulement cinquante-deux points en soixante-douze rencontres, les Reds, qui terminent à la dernière place de leur division et même de toute la LAH, ne sont pas qualifiés pour les séries éliminatoires de la Coupe Calder. La saison de Stackhouse ne s'arrête pas là puisqu'il rejoint les Totems de Seattle dans la Western Hockey League (WHL), une autre équipe affiliée aux Seals, pour les séries éliminatoires de la WHL ; il joue cinq rencontres de plus avec les Totems.
Il rejoint l'effectif des Golden Seals de la Californie, nouveau nom de sa franchise, pour la saison 1970-1971 et est associé en défense à Carol Vadnais. Stackhouse inscrit une trentaine de points au cours de la saison, le meilleur total de son équipe pour un défenseur, mais cela ne suffit pas pour que l'équipe évite à la dernière place du classement de la LNH avec seulement quarante-cinq points récoltés.
Stackhouse commence la saison suivante en Californie, mais, après seulement six matchs joués, il change d'équipe ; le 22 octobre 1971, il quitte la franchise d'Oakland pour rejoindre les Red Wings de Détroit en retour de Tom Webster. Sa nouvelle équipe termine la saison cinquième de sa division et ne se qualifie pas pour les séries, ce qui est également le cas lors de la saison suivante. Lors de cette dernière, il termine le calendrier avec trente-quatre points, le plus haut total de sa carrière jusque-là et le meilleur pour un défenseur des Red Wings.

### Les Penguins de Pittsburgh
Après une trentaine de rencontres au cours de la saison 1973-1974, Stackhouse change une nouvelle fois de franchise de la LNH. Le 17 janvier 1974, il rejoint les Penguins de Pittsburgh en retour de Jim Rutherford et de Jack Lynch. Les Penguins terminent la saison à la sixième place du classement et manquent les séries.
Avant le début de la saison suivante, la LNH change de format en intégrant deux nouvelles franchises, les Scouts de Kansas City et les Capitals de Washington ; dix-huit équipes jouent désormais pour la Coupe Stanley et la LNH est divisée en quatre divisions. Les Penguins rejoignent la division Norris où ils finissent troisièmes et se qualifient pour les séries. Ils remportent le tour préliminaire contre les Blues de Saint-Louis en deux matchs mais ils perdent en quart de finale contre les Islanders de New York : après avoir remporté les trois premiers matchs, les Penguins laissent filer les quatre suivants dont le dernier sur le score de 1-0, but inscrit par Ed Westfall. Au cours de cette saison, les finances des Penguins sont au plus bas et la franchise est au bord de la faillite.
D'un point de vue personnel, Stackhouse comptabilise soixante points, le meilleur total pour un défenseur de l'équipe et avec quarante-cinq passes décisives, il est le troisième passeur de la formation derrière Ron Schock et Syl Apps. Au cours de cette saison, le 8 mars, il réalise six passes décisives au cours d'un même match, une victoire 8-2 contre les Flyers de Philadelphie, une première pour les Penguins. Shock et Stackhouse sont désignés meilleurs joueurs de l'équipe.
Stackhouse connaît le meilleur total de points de sa carrière au cours de la campagne 1975-1976 en totalisant onze buts et soixante passes décisives. L'équipe se qualifie pour les séries mais perd lors du tour préliminaire contre les Maple Leafs de Toronto en trois matchs. Au cours d'un match contre les Capitals de Washington en mars 1976, il effectue quatorze lancers contre le gardien adverse, un record pour l'équipe, record toujours d'actualité à la fin de la saison 2010-2011.
Les Penguins se qualifient pour les séries à l'issue de la saison 1976-1977 mais ils perdent à nouveau contre les Maple Leafs dès le tour préliminaire, une nouvelle fois en trois matchs. Stackhouse comptabilise quarante-et-un points à la fin de la saison, jouant l'intégralité des matchs de son équipe. Il manque trente rencontres lors de la saison suivante alors que les Penguins ne se qualifient pas pour les séries avec la quatrième place de la division.
Les Penguins retrouvent les séries éliminatoires lors de la saison 1978-1979 en terminant à la deuxième place de la division Norris derrière les Canadiens de Montréal. Ils remportent le tour préliminaire en battant les Sabres de Buffalo en trois rencontres mais chutent au deuxième tour contre les Bruins de Boston en quatre parties. Stackhouse est une nouvelle fois un joueur clé de l'organisation et reçoit son deuxième titre de meilleur joueur de l'équipe, cette fois en compagnie d'Orest Kindrachuk.
Boston se dresse une nouvelle fois contre les Penguins lors des séries de la saison 1979-1980, en les battant en cinq rencontres lors du tour préliminaire. Au cours de cette saison, le rôle important de Stackhouse au sein des Penguins est reconnu par la LNH lorsqu'il joue le 32e Match des étoiles ; il inscrit un but pour l'association Prince de Galles. Stackhouse joue ses deux dernières saisons dans la LNH sous les couleurs des Penguins lors des saisons 1980-1981 et 1981-1982 alors qu'ils sont à chaque fois éliminés en cinq rencontres au premier tour des séries éliminatoires que ce soit par les Bruins ou par les Blues de Saint-Louis .

### Après carrière
Le joueur de l'Ontario met fin à sa carrière dans la LNH après 889 matchs joués dont 621 avec les Penguins de Pittsburgh ; il est alors, à l'époque, le deuxième joueur ayant porté le plus le chandail de Pittsburgh après Jean Pronovost – 753 matchs avec les Penguins. Après avoir arrêté sa carrière de joueur, il devient professeur dans l'enseignement secondaire dans sa ville natale.
En 2010, les Penguins dévoilent une liste des quinze meilleurs joueurs de l'histoire de la franchise, selon les votes de journalistes et des fans de l'équipe ; cinq joueurs ne faisant pas partie de la liste sont tout de même mis en avant par une mention dit honorable. Stackhouse fait partie de cette seconde catégorie aux côtés de Randy Carlyle, Rick Tocchet, Martin Straka et Lowell MacDonald.

## Statistiques
| Saison     | Équipe                        | Ligue      |     | Saison régulière | Saison régulière | Saison régulière | Saison régulière | Saison régulière |   | Séries éliminatoires | Séries éliminatoires | Séries éliminatoires | Séries éliminatoires | Séries éliminatoires |
| Saison     | Équipe                        | Ligue      | PJ  | B                | A                | Pts              | Pun              | PJ               | B | A                    | Pts                  | Pun                  |                      |                      |
| 1967-1968  | Petes de Peterborough         | AHO        | 49  | 13               | 9                | 22               | 88               | 5                | 0 | 3                    | 3                    | 20                   |                      |                      |
| 1968-1969  | Petes de Peterborough         | AHO        | 54  | 15               | 31               | 46               | 52               | 10               | 6 | 4                    | 10                   | 14                   |                      |                      |
| 1969-1970  | Reds de Providence            | LAH        | 65  | 1                | 5                | 6                | 37               |                  |   |                      |                      |                      |                      |                      |
| 1969-1970  | Totems de Seattle             | WHL        | -   | -                | -                | -                | -                | 5                | 0 | 0                    | 0                    | 2                    |                      |                      |
| 1970-1971  | Golden Seals de la Californie | LNH        | 78  | 8                | 24               | 32               | 73               |                  |   |                      |                      |                      |                      |                      |
| 1971-1972  | Golden Seals de la Californie | LNH        | 6   | 1                | 3                | 4                | 6                |                  |   |                      |                      |                      |                      |                      |
| 1971-1972  | Red Wings de Détroit          | LNH        | 73  | 5                | 25               | 30               | 83               |                  |   |                      |                      |                      |                      |                      |
| 1972-1973  | Red Wings de Détroit          | LNH        | 78  | 5                | 29               | 34               | 82               |                  |   |                      |                      |                      |                      |                      |
| 1973-1974  | Red Wings de Détroit          | LNH        | 33  | 2                | 14               | 16               | 33               |                  |   |                      |                      |                      |                      |                      |
| 1973-1974  | Penguins de Pittsburgh        | LNH        | 36  | 4                | 15               | 19               | 33               |                  |   |                      |                      |                      |                      |                      |
| 1974-1975  | Penguins de Pittsburgh        | LNH        | 72  | 15               | 45               | 60               | 52               | 9                | 2 | 6                    | 8                    | 10                   |                      |                      |
| 1975-1976  | Penguins de Pittsburgh        | LNH        | 80  | 11               | 60               | 71               | 76               | 3                | 0 | 0                    | 0                    | 0                    |                      |                      |
| 1976-1977  | Penguins de Pittsburgh        | LNH        | 80  | 7                | 34               | 41               | 72               | 3                | 2 | 1                    | 3                    | 0                    |                      |                      |
| 1977-1978  | Penguins de Pittsburgh        | LNH        | 50  | 5                | 15               | 20               | 36               |                  |   |                      |                      |                      |                      |                      |
| 1978-1979  | Penguins de Pittsburgh        | LNH        | 75  | 10               | 33               | 43               | 54               | 7                | 0 | 0                    | 0                    | 4                    |                      |                      |
| 1979-1980  | Penguins de Pittsburgh        | LNH        | 78  | 6                | 27               | 33               | 36               | 5                | 1 | 0                    | 1                    | 18                   |                      |                      |
| 1980-1981  | Penguins de Pittsburgh        | LNH        | 74  | 6                | 29               | 35               | 86               | 4                | 0 | 1                    | 1                    | 6                    |                      |                      |
| 1981-1982  | Penguins de Pittsburgh        | LNH        | 76  | 2                | 19               | 21               | 102              | 1                | 0 | 0                    | 0                    | 0                    |                      |                      |
| Totaux LNH | Totaux LNH                    | Totaux LNH | 889 | 87               | 372              | 459              | 824              | 32               | 5 | 8                    | 13                   | 38                   |                      |                      |

## Trophées et honneurs personnels
- 1968-1969 : sélectionné dans la seconde équipe d'étoiles de l'AHO
- 1974-1975 : meilleur joueur des Penguins en compagnie de Ron Schock
- 1978-1979 : meilleur joueur des Penguins en compagnie d'Orest Kindrachuk
- 1979-1980 : joue le 32e Match des étoiles de la LNH
- 2010 : sélectionné parmi les cinq joueurs de la mention honorable de l'histoire des Penguins